# Ліричний герой
Ліричний герой — суб'єкт висловлювання у ліричному творі, свого роду персонаж лірики. «Ліричний герой» — це образ, що виникає в уяві читача під враженням висловлених у творі почуттів, переживань, роздумів. Ліричний герой не обов'язково тотожний з автором. Через нього автор або передає власні почуття, або ж просто відображає переживання певної якості. Ліричний герой — поняття суб'єктивне.
Поняття ліричного героя, не тотожного з автором тексту, виникло в працях Юрія Тинянова й отримало розвиток у таких дослідників, як Лідія Гінзбург, Григорій Гуківський, Дмитро Максимов. Деякі дослідники розрізняють поняття ліричний герой та поняття ліричне «Я» поета.
Ліричний герой — це, за Лідією Ґінзбурґ, «не тільки суб'єкт, а й об'єкт твору», тобто зображуване і те, що зображають збігаються, ліричний вірш замикається на самому собі. У такому випадку природним чином відбувається зосередженість ліричного героя перш за все на своїх почуттях, переживаннях, що і є, суттю самої категорії ліричного. Про ліричного героя говорять лише тоді, коли розглядають увесь корпус творів конкретного автора.